# Bestwina
Bestwina è un comune rurale polacco del distretto di Bielsko-Biała, nel voivodato della Slesia.
Ricopre una superficie di 37,55 km² e nel 2004 contava 10 315 abitanti.
Il politico Antoni Pająk è nato qui.